# Dziwna

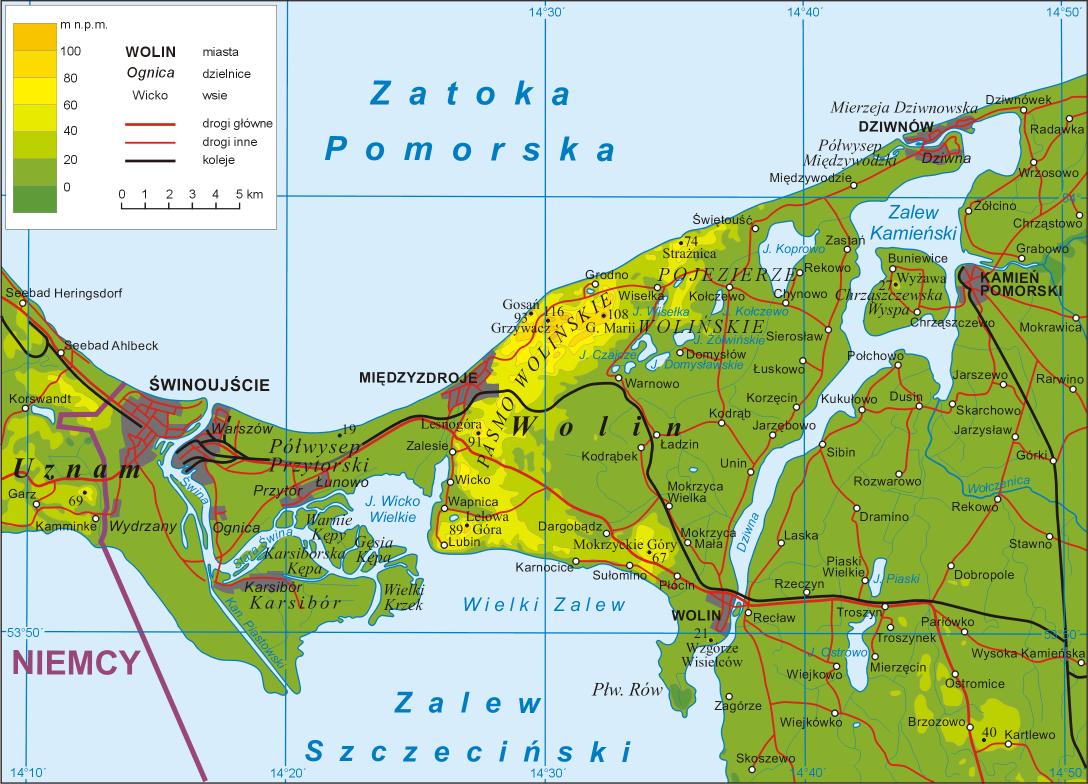
Mapa wyspy Wolin i oddzielającej ją od stałego lądu cieśnina Dziwna

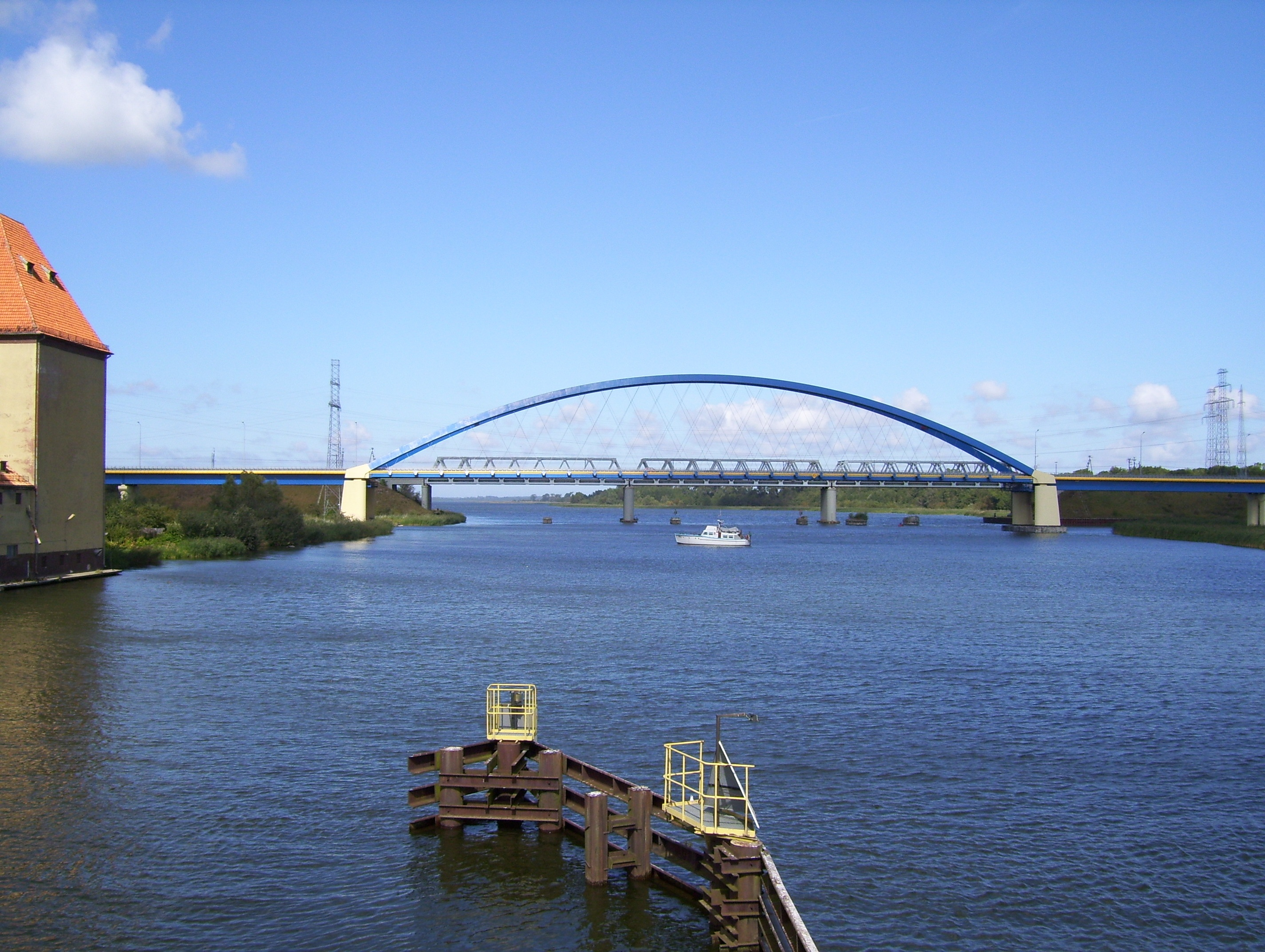
Dziwna i most drogi krajowej nr 3

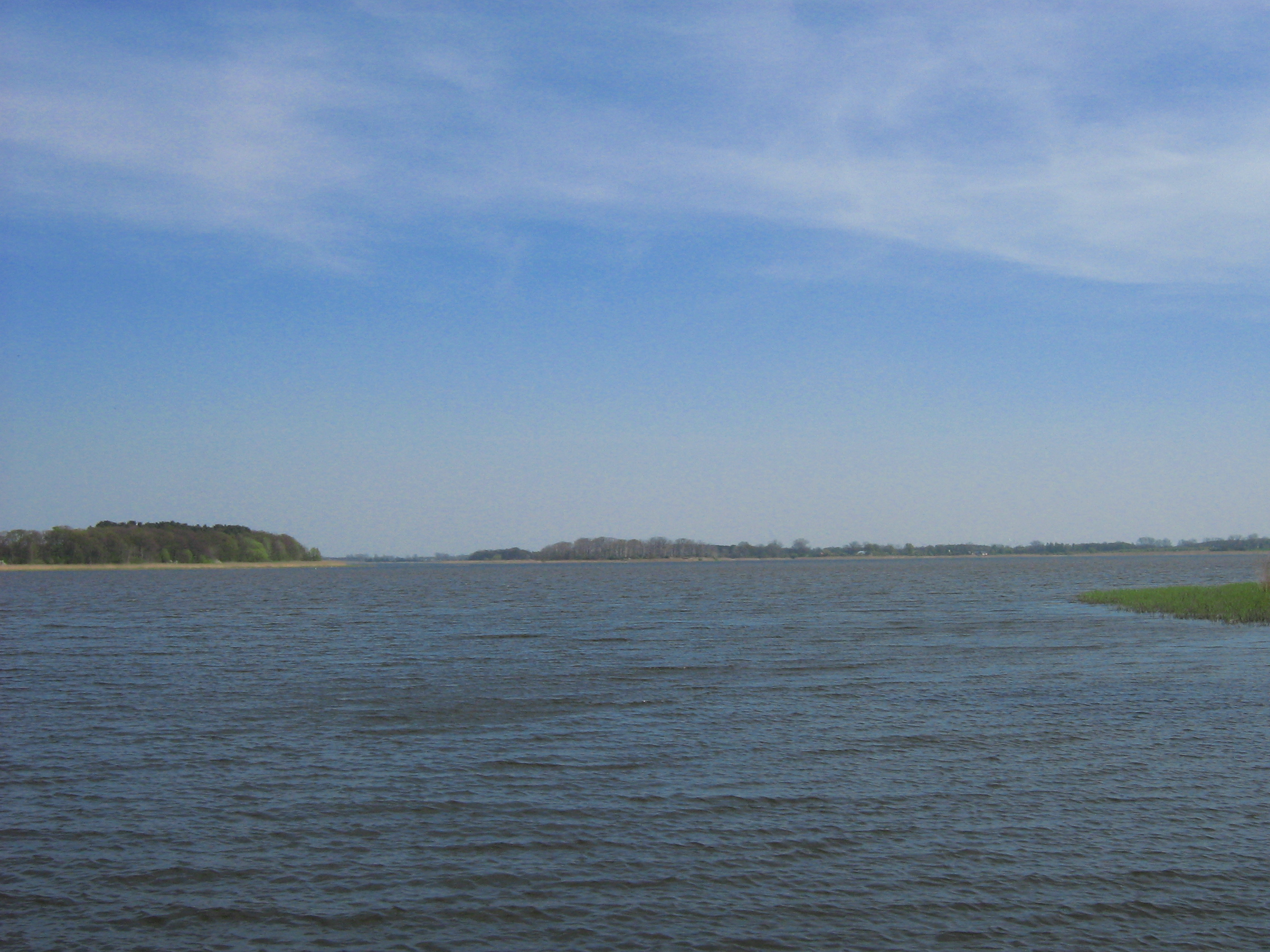
Dziwna w Sierosławiu

Dziwna – cieśnina o długości 30,348 km łącząca wody Zalewu Szczecińskiego z Morzem Bałtyckim. Oddziela wyspę Wolin od stałego lądu po jej wschodniej stronie. Dziwna odbiera wody z cieśniny zwanej Głębokim Nurtem. Względem pozostałych dwóch cieśnin Zalewu Szczecińskiego (Piany i Świny) znajduje się najdalej na wschód.
U południowego krańca Dziwny, nad Zalewem Szczecińskim leży miasto Wolin. W okolicy Kamienia Pomorskiego cieśnina tworzy Zalew Kamieński z Wyspą Chrząszczewską oraz po zachodniej stronie mniejsze jezioro Koprowo. Przez Zatokę Wrzosowską Zalewu Kamieńskiego, nad którą leżą Dziwnówek i Wrzosowo, uchodzi do Zatoki Pomorskiej w Dziwnowie.
Czynniki abiotyczne Dziwny określa się jako wody przejściowe o typie lagunowym z substratem mułowym i piaszczystym.
Obszar cieśniny został objęty specjalnym obszarem ochrony siedlisk „Ujście Odry i Zalew Szczeciński”.
Nad Dziwną znajdują się 4 porty morskie: port Wolin, port Sierosław, port Kamień Pomorski i port Dziwnów.

## Ruch wód i zlewnia
Przez Dziwnę ma miejsce odpływ wód z Zalewu Szczecińskiego do Morza Bałtyckiego. Po uwzględnieniu siły wiatru, zmian poziomu wód, wskaźników zasolenia wyliczono, że przez Dziwnę odpływa 10% wód zalewu, a większość przez pozostałe 2 cieśniny: Świnę (75% i Pianę (15%). Woda w Dziwnie zmienia kierunek płynięcia w różnych porach roku. Odpływ następuje najczęściej wiosną, natomiast w pozostałych okresach, przy wiatrach wiejących z północnego zachodu, mogą występować wlewy wód z Zatoki Pomorskiej (zjawisko tzw. cofki), jednak ze względu na małą głębokość, są one znacznie mniejsze niż te przez cieśninę Świnę.
Do Dziwny uchodzą takie cieki jak: Szczuczyna, Kurawa, Lewieńska Struga, Skarchówka, Dusinka (Wołczenica), Świniec oraz dopływy z wyspy Wolin uchodzące pod wsią Darzowice.

## Jakość wód
Latem 1990 roku (21 sierpnia) oraz wiosną 1991 roku (5 maja) przeprowadzono dwa badania wody w Dziwnej. Próbki wody pobierano z sześciu miejsc rozmieszczonych równomiernie na całej długości Dziwny w granicach gminy Wolin. Podstawowe parametry fizyczno-chemiczne oznaczono w Laboratorium Hydrochemicznym Instytutu Geografii Fizycznej w Poznaniu, zgodnie z Polskimi Normami.
W 2011 r. przeprowadzono badania jakości wód Dziwny w dwóch punktach pomiarowych w ramach monitoringu wód przejściowych i przybrzeżnych. W ich wyniku oceniono elementy fizykochemiczne Dziwny na poniżej stanu dobrego, a stan chemiczny także poniżej dobrego.
| Punkt pomiarowy                  | Ocena elementów fizykochemicznych | Ocena elementów biologicznych | Ocena stanu ekologicznego |
| -------------------------------- | --------------------------------- | ----------------------------- | ------------------------- |
| m. Dziwnów (ujście Dziwny)       | poniżej stanu dobrego             | słaby                         | zły (V klasa)             |
| m. Wolin (przy moście kolejowym) | poniżej stanu dobrego             | słaby                         | słaby (IV klasa)          |

## Hydronimia
Nazwa cieśniny została odnotowana w XIII wieku: Diuenow (1243), Dyuennow (1274) 1331. Nazwę Dziwny tłumaczy się ostatnio poprzez odwołanie do prasłowiańskiego przymiotnika *divьnъ (pol. dziwny), pochodzącego od indoeuropejskiego korzenia *dey- („lśnić, błyszczeć”). Jest to zgodne z poglądami Jana Rozwadowskiego, który łączył nazwę z indoeuropejskim słowem *deivo-s, które wyraża pojęcie światła, dnia, nieba, bóstwa. Jest też przedstawiana hipoteza o pierwotności nazwy miejscowej (a wtórnie nazwy cieśniny) o pochodzeniu odosobowym, utworzonej dzierżawczym przyrostkiem -ow od pomorskiej nazwy osobowej *Dziwien. Zbigniew Babik przyjmuje, że najprawdopodobniej najstarszą nazwą był ojkonim Dziwnów lub Dziwnowo, od którego utworzono hipotetyczne Dziwnowa (*Woda), co z kolei zgermanizowano w postaci Dievenow.
W Słowniku geograficznym Królestwa Polskiego z końca XIX wieku zostało przedstawione Dziwno jako jedno z trzech ujść Odry, a także jako odnoga Odry i struga. Na polskiej mapie wojskowej z 1938 r. podano polski egzonim Dziwna. Do 1945 r. stosowano niemiecką nazwę cieśniny – Dievenow. W 1949 r. ustalono urzędowo polską nazwę Dziwna. Została wtedy błędnie określona jako rzeka.